# Palpita lanceolata
Palpita lanceolata es una especie de polillas perteneciente a la familia Crambidae. Fue descrita por Hiroshi Inoue en 1996. Se encuentra en Papúa Nueva Guinea.